# Torre Kollhoff

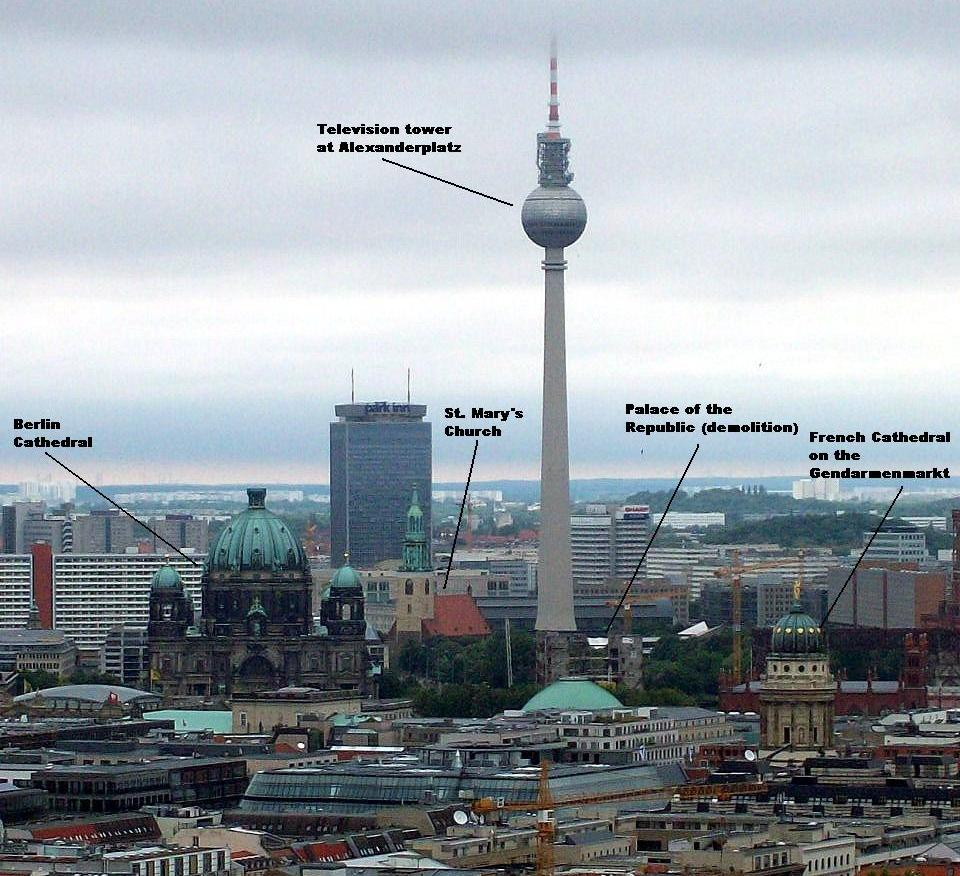
Vista des de la torre Kollhoff

La Torre Kollhoff, també coneguda com a Kollhoff-Tower, és un edifici de 103 metres d'alçada i 25 plantes situat a Berlín, capital d'Alemanya. Es va finalitzar el 1999 en el reconstruït barri Potsdamer Platz, al centre de la ciutat.
Juntament amb l'edifici BahnTower (103 metres) al nord i la torre d'oficines debis-Haus (106 metres) al sud, constitueix un conjunt de gran alçada al centre de la capital. L'edifici porta el nom del seu arquitecte Hans Kollhoff de la signatura d'arquitectes Kollhoff Timmermann. Signatura que també ha participat en projectes propers pel centre de Berlín i per tota Alemanya, els seus dissenys s'inspiren el dels gratacels de principis del segle XX que van ser construïts als Estats Units.
Els pisos inferiors estan destinats a les botigues, mentre que els pisos superiors són reservats per a oficines. Al nivell superior hi ha una plataforma d'observació, al que s'accedeix mitjançant l'ascensor més ràpid d'Europa, que transporten els passatgers 8,65 metres per segon.
A principis de 2008 es van alçar diversos bastides per a la reparació de la façana de l'edifici. En penetrar a la façana la humitat dels maons, això pot causar danys per congelació, el que porta a la caiguda d'elements de la façana. La vorera a tot l'edifici estava oculta sota una estructura de bastides fins a 2009 per protegir els vianants. Des de principis de juny de 2010 la plataforma d'observació va tornar a obrir al públic.
A més, a la torre hi ha una exposició permanent ("Berlín Vista a la plaça Potsdamer Platz") sobre la història de la Potsdamer Platz, així com una cafeteria totalment envidrada panoràmica.